# Wjasa
Wjasa (dewanagari व्यास, trl. vyāsa, dosł. „zbieracz, kompilator”, również Wedawjasa (वेद व्यास, trl. veda vyāsa, ang. Veda Vyasa) – tytuł odnoszący się do wielu Indusów. Najczęściej używa się go w odniesieniu do starożytnego mędrca indyjskiego – Weda-Wjasy, któremu przypisuje się autorstwo Mahabharaty i Puran oraz podział Wedy na części.
Uważany za kompilatora Brahmasutr.

## Rodzina i pochodzenie
Zrodził się on z Mahamuniego Paraśary w łonie Satjawati, przed jej zaręczynami z Maharają Śantanu, ojcem wielkiego generała Bhiszmy.
Na polecenie swojej matki, Satjawati, która później została poślubiona przez Maharaję Śantanu, i na prośbę Bhiszmadewy, najstarszego syna Maharajy Śantanu, ze swoją pierwszą żoną, Gangesem, Wjasa spłodził trzech świętych synów: Dhrytarasztrę, Pandu i Widurę.

## Inne imiona
Wjasa zwany jest także jako :
- Kryszna-dwaipajana,
- Dwaipajana,
- Satjawati-suta,
- Paraśarja,
- Paraśaratmadźa,
- Badarajana,
- Wedawjasa.

## Dzieła
W czasie gdy chciał on, dla dobra wszystkich ludzi w tym wieku kalijugi, zapisać wielką epopeję Mahabharatę, potrzebował on wytrwałego pisarza, który mógłby pisać pod jego dyktando. Na polecenie Brahmy zadania tego podjął się Ganeśa, pod warunkiem, że Wjasadewa nie zatrzyma dyktowania nawet na moment. Tak więc Mahabharata powstała przez połączony wysiłek Wjasy i Ganeśi.

## Uczniowie
Wjasę inicjował duchowo Narada Muni.
Od Wjasy inicjację przejął Madhwacarja, zaczynając Madhwasampradaję, w którą również jest włączona Gaudijasampradaja.